# Neuroleon (Neuroleon) antii
Neuroleon (Neuroleon) antii is een insect uit de familie van de mierenleeuwen (Myrmeleontidae), die tot de orde netvleugeligen (Neuroptera) behoort. 
Neuroleon (Neuroleon) antii is voor het eerst wetenschappelijk beschreven door Navás in 1928.